# Bożena Kinasz-Mikołajczak
Bożena Kinasz-Mikołajczak (ur. 21 lutego 1936 w Budzanowie, zm. 6 października 2023 w Radzyminie) – polska śpiewaczka (sopran liryczny), solistka bydgoskiej Opery i Operetki w latach 1962–1965, Teatru Wielkiego w Warszawie (1965–1974 i 1977) i oper zachodnioniemieckich.

## Życiorys
Urodziła się w Budzanowie k. Tarnopola. W Bydgoszczy zamieszkała, gdy rodzice osiedlili się po wojnie w tym mieście po przyjeździe z Podola. Ojciec był nauczycielem śpiewu w szkołach średnich i dyrygentem chórów, współpracował przy zakładaniu zespołu chóralnego bydgoskiej Opery. 
Po maturze w Bydgoszczy, zaczęła studia polonistyczne na Uniwersytecie Mikołaja Kopernika w Toruniu. Jednocześnie kształciła się w śpiewie w Średniej Szkole Muzycznej w Bydgoszczy; była uczennicą prof. Felicji Krysiewiczowej i Marii Gruszczyńskiej. Potem podjęła studia w Wyższej Szkole Muzycznej w Warszawie w klasie Magdaleny Halfterowej i S. Mikołajczaka, z którym później wzięła ślub. Dyplom w specjalności śpiew uzyskała w 1959 po czym została zatrudniona w Operze Warszawskiej. Jednak pierwsze lata pobytu na tej scenie nie były dla niej pomyślne. Do bydgoskiej Opery i Operetki została zaangażowana przez dyrektora Zygmunta Szczepańskiego w 1962. Zadebiutowała partią Tatiany w operze Eugeniusz Oniegin P. Czajkowskiego na tyle udanie, że już w kolejnych trzech latach pozwolono jej występować w tak poważnych rolach scenicznych jak Małgorzata w Fauście Ch. Gounoda, Micaela w Carmen G. Bizeta, Halka i Hrabina w operach S. Moniuszki. 
W 1964 zdobyła I nagrodę na 11. Międzynarodowym Konkursie Wokalnym w ’s-Hertogenbosch. Na scenie w Bydgoszczy śpiewała trzy sezony. Potem powróciła do Warszawy i rozpoczęła pracę w Teatrze Wielkim. W 1974 podpisała dwuletni kontrakt z operą w Wuppertalu w Niemczech, gdzie odnosiła sukcesy i otrzymała nagrodę zachodnio-berlińskiego pisma operowego „Orfeusz” – „Wielki laur 1974”. W latach 60., już po odejściu z bydgoskiej opery, występowała gościnnie na tej scenie w partiach Halki i Madame Butterfly. Zapraszana była także przez dyrekcję bydgoskiej opery w drugiej połowie lat 80.
W 1976 na krótko wróciła na stołeczną scenę operową, by już rok później przejść na przyśpieszoną, tzw. śpiewaczą emeryturę. W latach 80. śpiewała na estradach filharmonicznych, jeździła na występy gościnne do europejskich teatrów operowych oraz zdecydowała się ponownie na kontrakt zagraniczny w jednym z zachodnioniemieckich teatrów operowych.
Dokumentacją jej walorów wokalnych są nagrane płyty, w tym kwadrofoniczna firmy EMI-Records, gdzie śpiewała w Borysie Godunowie M. Musorgskiego partię Maryny Mniszchówny.